# سان خوسيه ديل فالي
بلدية سان خوسيه ديل فالي (بالإسبانية: San José del Valle)‏، هي إحدى بلديات مقاطعة قادس, التي تقع في منطقة الأندلس جنوب إسبانيا.
يبلغ عدد سكانها 4.233 نسمة وفقاً لإحصائية سنة (2002).

## أعلام
- لويس ألبرتو روميرو
- لويس ألبرتو